# Erik Estrada
Erik Estrada (East Harlem (Manhattan (New York)), 16 maart 1949) is een acteur die vooral bekend is van zijn hoofdrol als motoragent in de televisie-actieserie CHiPs (wat stond voor Californian Highway Patrol).
Daarnaast heeft hij de rol vertolkt van Nicky Cruz, in de inmiddels klassiek geworden film The Cross and the Switchblade (Kruis in de asfaltjungle).
Estrada speelde ook mee in Airport 1975 in 1974, in 1975 als Prince Aram Sakari in aflevering 16 "The Deadly Test" van het derde seizoen van de succesvolle tv-serie The Six Million Dollar Man, in aflevering Midway in 1976, in de series Sabrina, the Teenage Witch, The Bold and the Beautiful, Drake & Josh, Scrubs en Hunter. In de tv-serie Big Time Rush speelt Erik de vader van Carlos Pena, Jr. Ook speelde hij als een ambulanceverpleger een kleine gastrol in de film CHiPs in 2017.
Hij is drie keer gehuwd: Joyce Miller (1979–1980), Peggy Rowe (1985–1990), Nanette Mirkovich (1997–nu). Vanaf 2009 is hij fulltime sheriff van Bedford County (Virginia).
- Bibliothèque nationale de France: cb13945729t (data)
- Gemeinsame Normdatei: 120055724
- International Standard Name Identifier: 0000 0000 6308 5073
- Library of Congress Control Number: n88132453
- SNAC: w63p509k
- Virtual International Authority File: 5123240
- WorldCat: E39PBJhCGhdx6KmKqyj36j3YT3